# بهروز مسروری
بهروز مسروری (زاده ۱۳۲۹ – درگذشته ۷ مهر ۱۳۹۱) بازیگر ایرانی رادیو، سینما و تلویزیون بود.
مسروری بازگری را با تئاتر آغاز کرد و سپس وارد تلویزیون و سینما شد او در رادیو نیز مشغول بود و از گویندگان و صداپیشگان رادیو بود. از جمله آثار او بازی در سریال روزی روزگاری در نقش صفر بیگ و تفنگ سرپر و پشت کوه‌های بلند در نقش کدخدای کولیباد است.

## زندگی
بهروز مسروری دو فرزند به نام‌های آیدا و اشکان دارد، همسرش در تشییع او گفت امروز روز خوشحالی بهروز است او بعد از یک سال که دوست داشت در جمع دوستان رادیویی‌اش باشد به خواسته‌اش رسید، تنها اینکه بهروز در حسرت رادیو رفت این اواخر به من می‌گفت حاضرم مجانی برای رادیو کار کنم او یک سالی از رادیو کنار گذاشته شد و آخر از غصه دق کرد.

### درگذشت
وی در عصر جمعه، ۷ مهر ۱۳۹۱ در خانه‌اش بر اثر ابتلا به سرطان ریه درگذشت. پیکرش را در قطعه هنرمندان بهشت زهرا در ۹ مهر به خاک سپردند.

## فیلم‌شناسی

### سینما
- حرفه‌ای (فیلم ۱۳۷۵)
- شیخ مفید (فیلم)
- لبه تیغ (فیلم ۱۳۷۱)
- پرده آخر
- شرایط عینی
- موج طوفان
- خبرچین

### تلویزیون
- روزی روزگاری در نقش صفربیگ
- تفنگ سرپر در نقش کدخدای کولیبار
- روزهای به‌یادماندنی
- جاده
- پشت کوه‌های بلند در نقش کدخدای کولیبار
- پیر وفا (تاریخ اسلام)
- راویان اخبار
- حکایت‌نامه (لطائف المتون)
- مهر و ماه
- بهاران در بهار
- آشپزباشی در نقش اوس اسی
- تله‌فیلم «ترس»[۷]
- حکایت میرزا یحیی